# 樂理瑩
樂理瑩，字燮臣，贵州贵阳人，清朝政治人物、進士出身。
光緒二年（1876年）清德宗登極丙子恩科進士，二甲一百十五名，后官山東昌邑知縣。